# N-135
La N-135 o Carretera Pamplona-Francia (Valcarlos), también conocida como Carretera de Francia, es una carretera de interés general de Navarra, tiene una longitud de 59,14 km, pertenece a la Red de Carreteras de Navarra. Comunica Pamplona con Francia por Roncesvalles.

## Recorrido
| Denominación | Kilómetro | Salida | Carretera       | Dirección                      |
| ------------ | --------- | ------ | --------------- | ------------------------------ |
| N-135        | 7         | 9      | PA-30           | Arre Ansoáin Berriozar         |
| N-135        | 8         |        | PA-30           | Huarte Pamplona Olloqui        |
| N-135        | 8         |        |                 | Área de descanso               |
| N-135        | 9         |        |                 | Zabaldica                      |
| N-135        | 10        |        |                 | Iroz                           |
| N-135        | 11        |        |                 | Anchóriz                       |
| N-135        | 11        |        | NA-2339         | Ilúrdoz                        |
| N-135        | 12        |        |                 | Zuriáin                        |
| N-135        | 14        |        | NA-2561 NA-2513 | Idoi Sarasíbar                 |
| N-135        | 15        |        | NA-2338         | Aquerreta                      |
| N-135        | 17        |        |                 | Larrasoaña                     |
| N-135        | 17        |        |                 | Larrasoaña                     |
| N-135        | 18        |        | NA-2329 NA-2337 | Irure Setoáin Errea            |
| N-135        | 18        |        | NA-2515         | Inbuluzqueta                   |
| N-135        | 19        |        |                 | Urdániz                        |
| N-135        | 19        |        | NA-2336         | Ezquíroz Ilárraz               |
| N-135        | 19        |        |                 | Urdániz                        |
| N-135        | 21        |        | NA-2335         | Ostériz                        |
| N-135        | 21        |        |                 | Zubiri                         |
| N-135        | 22        |        | NA-150          | Eugui Quinto Real              |
| N-135        | 24        |        |                 | Agorreta                       |
| N-135        | 26        |        | NA-2332         | Cilveti                        |
| N-135        | 30        |        |                 | Erro                           |
| N-135        | 31        |        | NA-2330         | Olóndriz Urroz-Villa           |
| N-135        | 34        |        | NA-2584         | Linzoáin                       |
| N-135        | 34        |        | NA-2584         | Linzoáin                       |
| N-135        | 36        |        |                 | Viscarret-Guerendiáin          |
| N-135        | 37        |        |                 | Sorogain Ureta                 |
| N-135        | 37        |        | NA-2334         | Mezquíriz                      |
| N-135        | 41        |        |                 | Espinal                        |
| N-135        | 43        |        | NA-1720         | Nagore Aoiz                    |
| N-135        | 44        |        | NA-140          | Arive/Aribe Ochagavía Isaba    |
| N-135        | 45        |        |                 | Burguete                       |
| N-135        | 48        |        |                 | Roncesvalles                   |
| N-135        | 64        |        |                 | Valcarlos                      |
| N-135        | 68        |        | D-933           | Arnéguy San Juan Pie de Puerto |

### Antiguo recorrido urbano
| Denominación | Kilómetro | Salida | Carretera             | Dirección                                    |
| ------------ | --------- | ------ | --------------------- | -------------------------------------------- |
| PA-30        | 0         | 1A     | NA-2310               | Pol. Ind. Berroa                             |
| PA-30        | 0         | 1B     | NA-2310               | Pamplona (Sur) Tajonar                       |
| PA-30        | 1         | 2      | NA-2304               | Mutilva                                      |
| PA-30        | 3         | 4      | NA-2303               | Mendillorri Badostáin                        |
| PA-30        | 4         | 5      | PA-33 NA-2300 NA-2310 | Pamplona (Centro) Pol. Ind. Areta Sarriguren |
| PA-30        | 5         | 6      | NA-2310               | Sarriguren Aranguren                         |
| PA-30        | 5         | 6B     |                       | Gasolinera REPSOL                            |
| PA-30        | 6         | 7A     | NA-2310               | Sarriguren Aranguren                         |
| PA-30        | 6         | 7B     | NA-8107               | Olaz                                         |
| PA-30        | 6         | 7C     | NA-8107               | Gorraiz                                      |
| PA-30        | 6         |        | NA-150 NA-8107        | Aoiz Lumbier Olaz                            |
| PA-30        | 7         |        |                       | C. C. Itaroa                                 |
| PA-30        | 7         |        | NA-4200               | Huarte Villava Burlada                       |
| PA-30        | 7         |        |                       | Pol. Ind. Olloki                             |
| PA-30        | 7         |        |                       | Pol. Ind. Olloki                             |